# Passion Jesu
|  | Dieser Artikel wurde aufgrund von akuten inhaltlichen oder formalen Mängeln auf der Qualitätssicherungsseite des Portals Christentum eingetragen. Bitte hilf mit, die Mängel dieses Artikels zu beseitigen, und beteilige dich bitte an der Diskussion. |

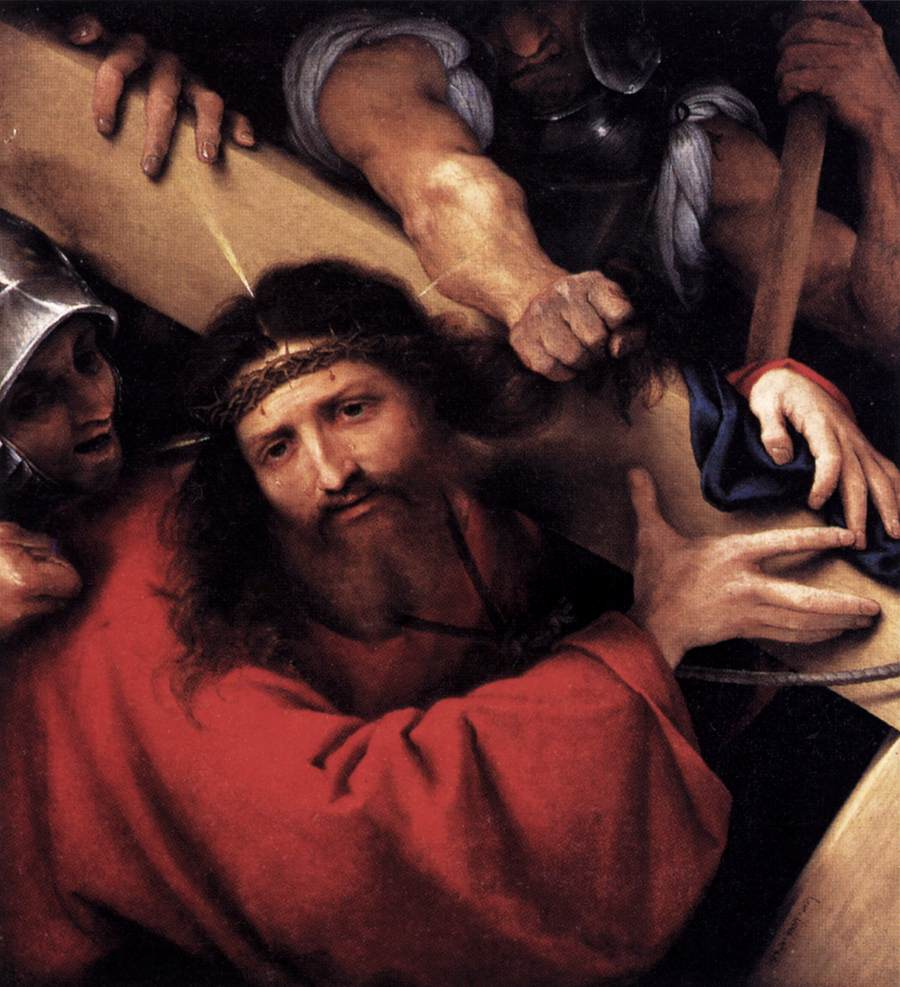
Christus trägt sein Kreuz – ein Sinnbild für Passion, gemalt von Lorenzo Lotto im 16. Jahrhundert

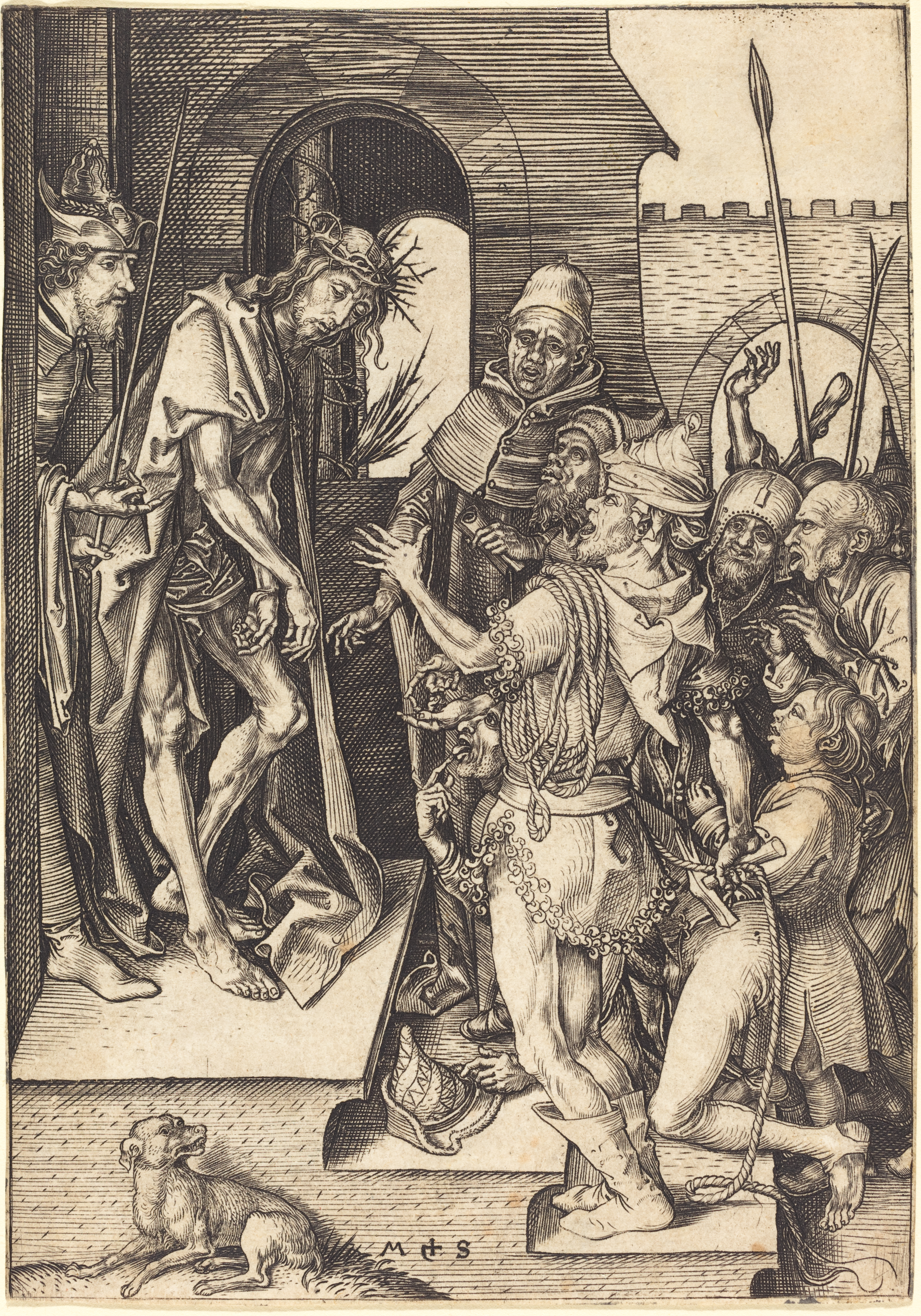
Martin Schongauer, „Ecce Homo“ – „Sehet den Menschen!“

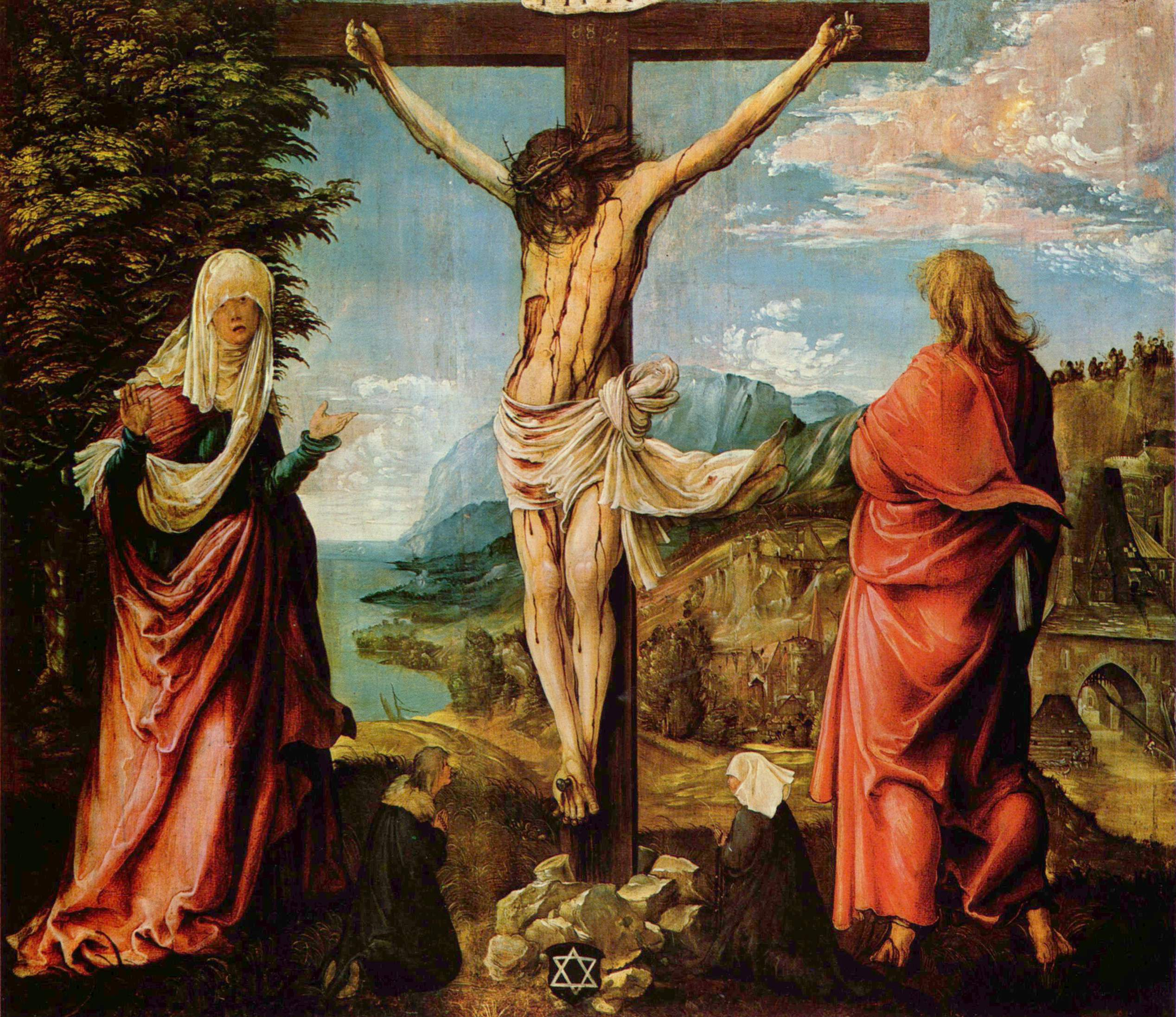
Die Passion Jesu gipfelt in dessen gewaltsamem Tod am Kreuz auf Golgatha. Albrecht Altdorfer schuf das Bild 1515/1516.

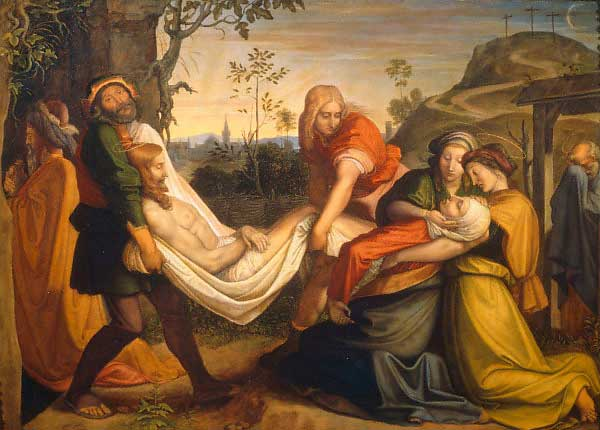
Mit der Grablegung kommen die biblischen Berichte über die Passion Jesu zum Abschluss. Das Gemälde aus dem 19. Jahrhundert stammt von Peter von Cornelius.

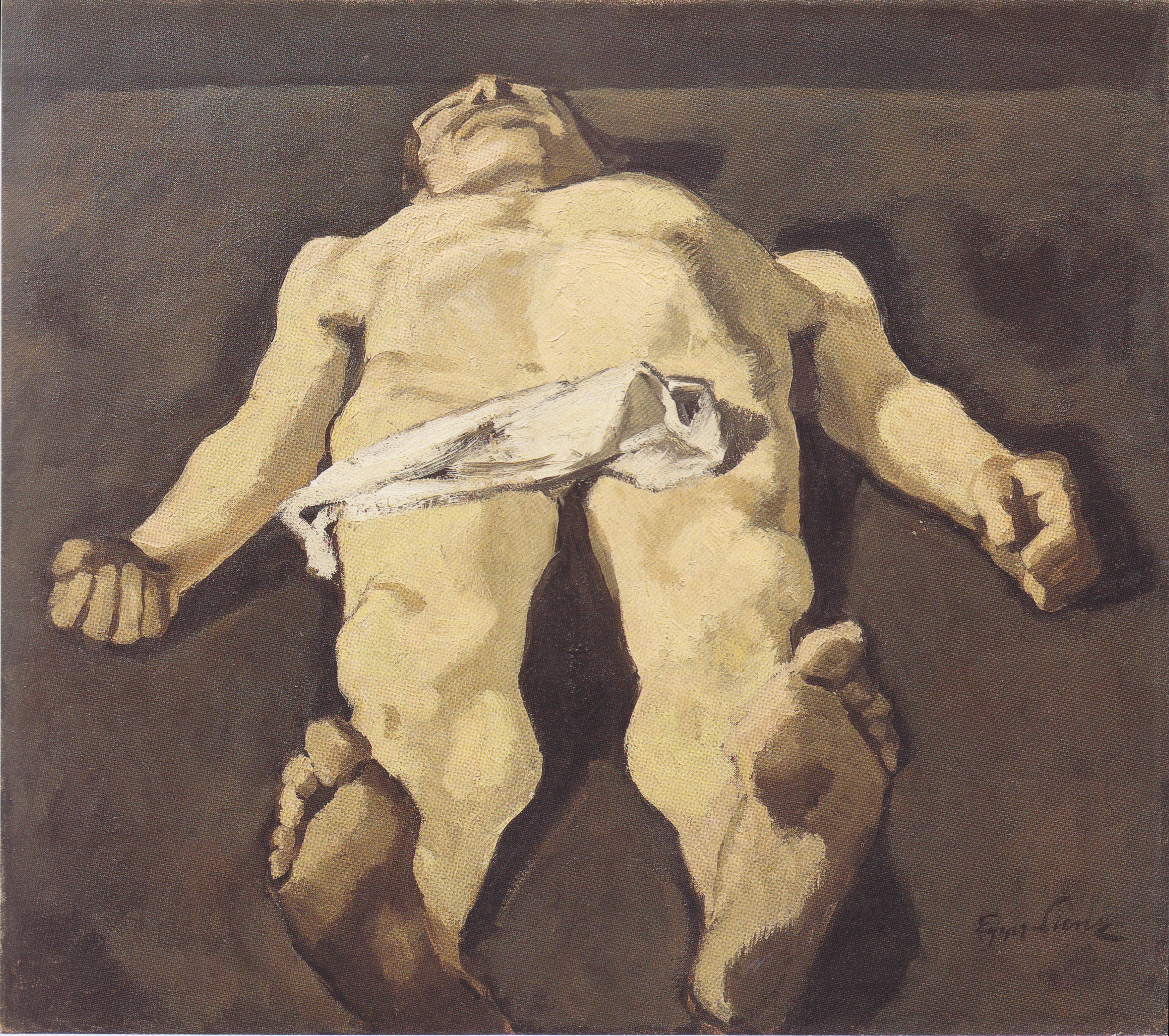
Albin Egger-Lienz setzte sich 1926, im Jahr seines eigenen Todes, mit der Passion Jesu auseinander, es entstand sein Gemälde Der tote Christus.

Unter dem Begriff der Passion Jesu (von griechisch πάσχειν páschein, deutsch ‚leiden‘, ‚durchstehen‘, ‚erleben‘ sowie von lateinisch pati ‚erdulden‘, ‚erleiden‘; passio ‚das Leiden‘) versteht man im Christentum den Leidensweg Jesu Christi, das heißt sein Leiden und Sterben samt der Kreuzigung durch die Römer in Jerusalem. Die Berichte davon in den Evangelien werden als Passionsgeschichte (auch Passionserzählung) bezeichnet.

## Passion im Neuen Testament und in der Urkirche

### Biblische Grundzüge
Die Leidensgeschichte Jesu, seine Passion, beginnt für viele Bibelausleger „mit seiner Menschwerdung“ (Joh 1,14 ), denn die Geburt im Stall (Lk 2,14 ), aber auch die Flucht nach Ägypten (Mt 2,13 ) sind zwar weihnachtliche Motive, beinhalten aber das Leiden an der Welt und mit der Welt. Die Konflikte, die der erwachsene Jesus von Nazareth vor allem mit den Schriftgelehrten von Jerusalem durchstehen musste, werden in den Evangelien ausführlich berichtet und deuten Jesu lebenslanges Leiden an.
Alle vier Evangelien räumen der Passion breiten Raum ein, ganz besonders aber das Markusevangelium, weshalb dieses Evangelium im 19. Jahrhundert als eine „Passionsgeschichte mit ausführlicher Einleitung“ bezeichnet wurde.
Hinzu kommt, dass Jesu Verkündigung und sein prophetisches Wirken immer wieder von seinem eigenen Volk missverstanden wurden; auch geriet Jesus schon vor der eigentlichen Passion in Trauerzustände. Jesus weint über die Stadt Jerusalem (Lk 19,41–44 ). Die Fronten zwischen Befürwortern und Gegnern Jesu verschärfen sich, die konflikthaften Situationen spitzen sich zu. Am Ende wird Jesus der Gotteslästerung bezichtigt (Mk 14,63f ):

„63 Da zerriss der Hohepriester sein Gewand und rief: Wozu brauchen wir noch Zeugen?
64 Ihr habt die Gotteslästerung gehört. Was ist eure Meinung? Und sie fällten einstimmig das Urteil: Er ist schuldig und muss sterben.“

Damit beginnt in allen biblischen Evangelien der Kern der Passionsüberlieferung. Von seinen Anhängern weitgehend verlassen, wird Jesus von den Hohepriestern Hannas und Kajaphas den römischen Behörden von Jerusalem übergeben. Das Todesurteil fällt der römische Prokurator Pontius Pilatus, nachdem er Jesus ein letztes Mal dem Volk präsentiert hat, mit den Worten: „Ecce homo“ („Sehet, welch ein Mensch!“, auch: „Da, seht ihn euch an, den Menschen!“ oder: „Seht, (nur) ein Mensch!“).
Die Evangelien des Neuen Testaments schildern ausführlich den Prozess und die anschließende Kreuzigung. Die biblische Passionsüberlieferung endet bei allen vier Evangelisten mit dem gewaltsamen Tod Jesu. Geschildert werden dann noch die Abnahme des Leichnams vom Kreuz und die Grablegung.
Für Jesu Jünger stellt die Passion, vor allem Jesu ohnmächtiges Leiden und Sterben, ein Problem dar. Wie kann Jesus, wenn er wirklich der Messias, der Christus, gar der Sohn Gottes sein soll, so enden? Warum muss er so jämmerlich sterben? Nach Markus verstanden Jesu Jünger die Verhaftung zuerst nur als Scheitern und als Bedrohung: „Da verließen ihn alle und flohen.“ (Mk 14,50 ). Auch berichten die Evangelien nach der Kreuzigung Jesu von Flucht- und Angstreaktionen der Jünger.
Die Zusammenstellung des biblischen Passionsgeschehens aus allen vier Evangelien wird Passionsharmonie, auch Historie vom Leiden und Sterben Jesu Christi oder lateinisch Summa Passionis ‚Zusammenfassung der Passion‘ genannt. Es ist der Spezialfall einer Evangelienharmonie, welche sich darum bemüht, die Passion als Zusammenstellung der verschiedenen Passionsgeschichten Jesu aus den vier Evangelien als einem einheitlichen Erzählstrang zu begreifen.

### Datierung
Historiker gehen davon aus, dass das Datum der Kreuzigung im Zeitraum zwischen 30 und 36 n. Chr. liegt. Daneben schlossen Physiker wie Isaac Newton und Colin Humphreys aufgrund astronomischer Kalenderberechnungen des Pessachfestes die Jahre 31, 32, 35, und 36 aus, so dass zwei plausible Daten für die Kreuzigung übrigbleiben: der 7. April 30 und der 3. April 33. Weiter eingrenzend schlägt Humphreys vor, das letzte Abendmahl habe am Mittwoch, den 1. April im Jahre 33, stattgefunden, wobei er Annie Jauberts doppelte Pessachthese weiterentwickelt:
Alle Evangelien stimmen darin überein, dass Jesus ein letztes Abendmahl mit seinen Jüngern abhielt, bevor er an einem Freitag unmittelbar um die Zeit des Pessachfestes starb (Pessach fand jährlich am 15. Nisan statt, wobei das Fest mit dem Sonnenuntergang des Vortags beginnt), und dass sein Leib den ganzen folgenden Tag, also am Sabbat im Grab verharrte (Mk 15,42 , Mk 16,1–2 ). Während jedoch die drei synoptischen Evangelien das letzte Abendmahl als Pessachmahl darstellen (Mt 26,17 , Mk 14,1–2 , Lk 22,1–15 ), bezeichnet das Johannesevangelium das letzte Abendmahl nicht ausdrücklich als Pessachmahl und datiert zudem den Beginn des Pessachfestes einige Stunden nach dem Tode Jesu. Johannes impliziert daher, dass der Karfreitag (bis Sonnenuntergang) der Vorbereitungstag für das Pessachfest gewesen sei (also der 14. Nisan), nicht das Pessachfest selbst (15. Nisan). Eine weitere Besonderheit ist, dass Johannes das Pessachfest mehrfach als „jüdisches“ Pessachfest bezeichnet. Astronomische Berechnungen der antiken Pessachtermine, beginnend mit der Methode Isaac Newtons aus dem Jahre 1733, bestätigen den zeitlichen Ablauf nach Johannes. Historisch gab es daher mehrere Versuche, die drei synoptischen Schilderungen mit Johannes in Einklang zu bringen, einige davon trug Francis Mershman 1912 zusammen. Die kirchliche Tradition des Gründonnerstags nimmt an, dass das letzte Abendmahl am Abend vor der Kreuzigung stattfand.
Ein neuerer Ansatz, um den (scheinbaren) Widerspruch aufzulösen, wurde in den 1950er Jahren von Annie Jaubert im Zuge der Ausgrabungen der Siedlung Qumran vorgetragen. Sie argumentierte, dass es zwei Pessachfeste gegeben habe: Zum einen soll der Pessachtermin nach dem offiziellen jüdischen Mondkalender berechnet worden und so im Kreuzigungsjahr Jesu auf einen Freitag gefallen sein; zum anderen gab es auch einen Sonnenkalender in Palästina, der zum Beispiel von der Sekte der Essener der Qumrangemeinde verwendet wurde und nach dem das Pessachfest stets an einem Dienstag stattfand. Laut Jaubert hätte Jesus das Pessachfest am Dienstag gefeiert, die jüdischen Behörden aber drei Tage später, am Freitagabend.
Humphreys führte jedoch 2011 aus, Jauberts These könne so nicht stimmen, denn auch das Qumraner Pessachfest sei grundsätzlich nach dem offiziellen jüdischen Pessachfest gefeiert worden. Dennoch befürwortete er Jauberts Ansatz, die Möglichkeit einer Feier des Pessachfestes an verschiedenen Tagen in Betracht zu ziehen. So entdeckte Humphreys selbst einen weiteren Kalender, und zwar einen Mondkalender nach ägyptischer Berechnungsart, der damals zumindest von einigen Essenern in Qumran und den Zeloten unter den Juden genutzt wurde und sogar heute noch von den Samaritanern genutzt wird. Humphreys berechnet daraus, dass das letzte Abendmahl am Mittwochabend des 1. April 33 stattgefunden habe. Humphreys impliziert, Jesus und die anderen erwähnten Gemeinden seien dem jüdisch-ägyptischen Mondkalender gefolgt, im Gegensatz zum offiziellen jüdisch-babylonischen Mondkalender.
Bei diesem jüdisch-ägyptischen Kalender handelt es sich mutmaßlich um den ursprünglichen, laut Exodus unter Moses eingeführten Mondkalender, der damals (und mindestens bis ins 2. Jahrhundert n. Chr.) in der religiösen Liturgie Ägyptens gebräuchlich war. Später, während des 6. Jahrhunderts v. Chr., im babylonischen Exil, übernahmen Exiljuden die babylonische Berechnungsweise und führten diese bei ihrer Rückkehr nach Palästina ein. Die unterschiedlichen Pessachtermine kommen dadurch zustande, dass der jüdisch-ägyptische Kalender das Datum des unsichtbaren Neumonds berechnet und als Monatsanfang festsetzt, während der jüdisch-babylonische Kalender etwa 30 Stunden später lediglich die zunehmende Mondsichel beobachtet und als Monatsanfang vermerkt. Außerdem beginnt der ägyptische Tag bei Sonnenaufgang, und der babylonische Tag bei Sonnenuntergang. Diese beiden Unterschiede führen dazu, dass der samaritanische Pessachtermin meist einen Tag früher als das jüdische Pessachfest fällt; in manchen Jahren auch mehrere Tage früher. Der alte Kalender (Samaritaner) und der neue Kalender (Juden) werden in Israel immer noch beide benutzt.
Ein letztes Abendmahl an einem Mittwoch ließe nach Humphreys alle vier Evangelien zeitlich korrekt erscheinen, es setzte Jesus in die ursprüngliche Tradition Moses und würde nebenbei weitere Probleme lösen: es gäbe mehr Zeitraum als in der traditionellen Lesart (mit einem letzten Abendmahl am Donnerstag) für die diversen Verhöre Jesu und für die Verhandlung mit Pilatus vor der Kreuzigung am Freitag. Außerdem stünde ein letztes Abendmahl an einem Mittwoch, gefolgt von einer Gerichtsverhandlung vor dem Hohen Rat der Juden bei Tageslicht am Donnerstag, gefolgt am Freitag von einer kurzen bestätigenden Gerichtssitzung und schließlich der Kreuzigung im Einklang mit jüdischen Gerichtsvorschriften bei Anklagen mit Todesstrafe. Laut den ältesten überlieferten Gerichtsvorschriften aus dem 2. Jahrhundert wäre nämlich eine nächtliche Verhandlung zu Kapitalverbrechen illegal, ebenso eine Gerichtsverhandlung am Tage vor dem Pessachfest oder gar am Pessachfest selbst.

### Außerbiblische Passionsgeschichten
Auch die Verfasser von apokryphen Evangelien und pseudepigraphen Schriften, etwa das Petrusevangelium und das Judasevangelium, wissen um die Passion Jesu und interpretieren diese in eigenständiger Weise. Dabei ergänzen sie zahlreiche Details zu den vier kanonischen Evangelien:
- Im Markusevangelium (und, ihm folgend, dem Matthäusevangelium), bezeugt ein namenloser Centurio Jesus nach dessen Tod als Gottes Sohn. Das Nikodemusevangelium benennt diesen Centurio als Longinus. Er soll dem gekreuzigten Jesus nach dessen Tod einen Speer, die Heilige Lanze, in die Seite gestochen haben. Für die Passionsdarstellungen der christlichen Kunst spielt die Figur des Longinus eine Rolle.
- Das Petrusevangelium berichtet, dass die Juden, Ältesten und Priester ihre Schuld am Tode Jesu erkannt hätten. Sie bereuen die Kreuzigung. Petrus und die Jünger verstecken sich aus Angst vor Verhaftung, sie fasten und weinen.

## Passion in der Kirche
In allen Kirchen wird während der Passionszeit an das Leiden Christi in besonderer Weise gedacht. Dazu gehört unter anderem die Praxis des Fastens und Betens. In Lesungen aus der Bibel, auch in der besinnlichen Lectio divina, nähert man sich der Passion Christi. Aber auch vielfältige Formen der Meditation und Kontemplation helfen, das Passionsgeschehen zu verinnerlichen. Die Passion wird nachempfunden durch Riten und Gebräuche. Es geht der Kirche um die lebendige Vergegenwärtigung des Geschickes Jesu, also darum, dass das einstige Leiden Jesu genauso gut auch in der Gegenwart hätte stattfinden können.
Gemeinsam ist allen Kirchen, dass die Passionszeit mit dem Karsamstag endet und dann ins Osterfest mündet. Der Name Passion ist seit dem 9. Jahrhundert in der westlichen Kirche als Bezeichnung der vorösterlichen Fastenzeit üblich.

### Katholische Kirche

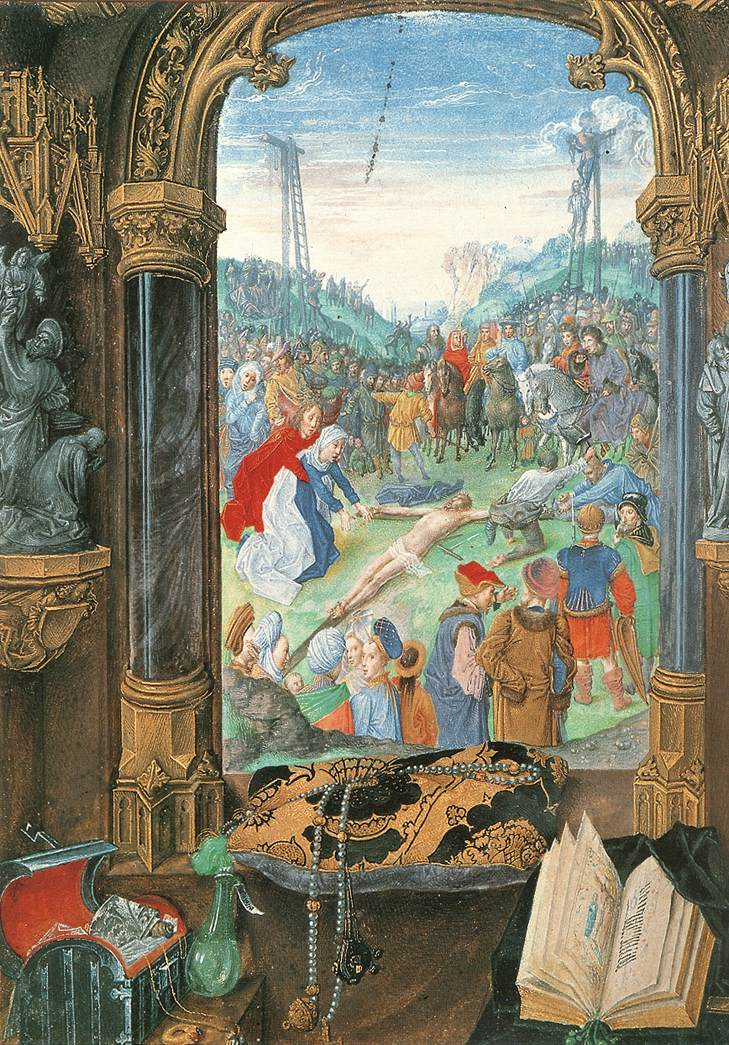
Kreuzannagelung Christi, Passionsszene im Stundenbuch der Maria von Burgund

Zum österlichen Festkreis gehört in der römisch-katholischen Kirche die Fastenzeit als Vorbereitung auf Ostern. In der Liturgie der katholischen Kirche wird die Passionsgeschichte (in der Regel „Passion“ genannt) am Palmsonntag und am Karfreitag von drei Vorlesern im Wechsel vorgetragen. Am Palmsonntag wird die Passion aus einem der synoptischen Evangelien vorgetragen: Lesejahr A: Matthäus (Mt 26,14 –27,66 ), Lesejahr B: Markus (Mk 14,1 –15,47 ), Lesejahr C: Lukas (Lk 22,14 –23,56 ). Am Karfreitag wird stets die Passion nach Johannes vorgetragen (Joh 18,1 –19,42 ). Eingeleitet wird die Lesung jeweils durch Passio Domini nostri Jesu Christi secundum N., ‚Das Leiden unseres Herrn Jesus Christus nach N.‘.
Die katholische Kirche pflegt den Brauch der Vergegenwärtigung der Passion Jesu in der Kreuzwegandacht, die sowohl in der Fastenzeit als auch im Kirchenjahr, vor allem freitags allein oder in Gemeinschaft gebetet werden kann. Die Leidensgeschichten von Märtyrern und Heiligen werden als Passio bezeichnet.

### Evangelische Kirche

#### Kreuzestheologie
In der evangelischen Theologie spielt die Passion Jesu eine besonders wichtige Rolle. So wurde von Martin Luther eine Theologia crucis ‚Theologie des Kreuzes‘, auch ‚Kreuzestheologie‘, formuliert, die bis heute nachwirkt. Darin geht es um ein theologisches Denken, bei dem das Kreuz Christi in den Mittelpunkt gestellt wird. Lehre und Leben der Kirche müssen sich daran messen lassen. Luther knüpfte dabei unmittelbar an Kernaussagen des Apostels Paulus an. Schon Paulus stellte das Passionsgeschehen ins Zentrum seiner Verkündigung (etwa Gal 6,14  oder 1 Kor 2,2 , aber auch 1 Kor 1,18f ):

„Das Wort vom Kreuz ist eine Torheit denen, die verloren werden;
uns aber, die wir selig werden, ist's eine Gotteskraft.
Wir predigen den gekreuzigten Christus,
den Juden ein Ärgernis und den Griechen eine Torheit.“

Im Luthertum ist „das Wort vom Kreuz zur Mitte der Verkündigung geworden, […] die Botschaft von der Auferstehung ist dagegen weithin in den Hintergrund getreten“. Horst Georg Pöhlmann stellt in diesem Zusammenhang eine gewisse „Überakzentuierung des Kreuzes“ fest, betont aber gleichzeitig, dass Kreuz und Auferstehung Christi – und mit ihnen Passion und Ostern – unabdingbar zusammengehören. „Beide Heilstaten weisen sich […] selber gegenseitig aus und sind so untrennbar eins.“

#### Evangelische Liturgie und Spiritualität
Sowohl Martin Luther als auch Huldrych Zwingli betonten die Freiheit eines Christenmenschen und stellten damit den in ihrer Zeit vorherrschenden Zwang zum Fasten in Frage: „Kein Christ ist zu den Werken, die Gott nicht geboten hat, verpflichtet. Er darf also zu jeder Zeit jegliche Speise essen.“ Für Luther stand fortan nicht so sehr das Fasten der Gläubigen im Zentrum der vorösterlichen Zeit, sondern die Passion Jesu an sich. So wurde für ihn die Vorbereitungszeit auf Ostern wieder verstärkt zur Passionszeit, die Zeit:

„[…] in der man von dem Leiden unseres lieben Herrn Jesu Christi in der Kirche zu singen und zu predigen pflegt.“

Im evangelischen Bereich heißen die vierzig Tage vor Ostern deshalb Passionszeit, zum Zeichen dafür, dass das Motiv der Passion Jesu die gesamte Vorbereitungszeit auf Ostern bestimmt, beginnend am Aschermittwoch. Den biblischen Hintergrund für die Begehung der vierzig Tage liefern all jene Texte, in denen im Zeitraum von vierzig Tagen – bzw. vierzig Jahren – eine besondere Bedeutung zukommt (Gen 7,4ff , Ex 24,18 , Jona 3,4 , Mt 4,2  u. a.). Es sind allemal Zeiten des Übergangs, der Vorbereitung und der Läuterung, von denen hier berichtet wird.
In der evangelischen Kirche finden in zahlreichen Gemeinden spezielle Wochenandachten, Passionsgottesdienste, statt, in denen die Passionstexte in fortlaufender Reihenfolge gelesen und meditiert werden. Ende des 20. Jahrhunderts kam die Sitte der Begehung von „7 Wochen Ohne“ als Aktion des Verzichts in Anlehnung an die früher geübte Fastenpraxis auf. Die liturgische Farbe der Passionszeit ist violett. In der Gottesdienstliturgie entfallen das Halleluja und das Ehre sei Gott in der Höhe.

## Passionsdarstellungen

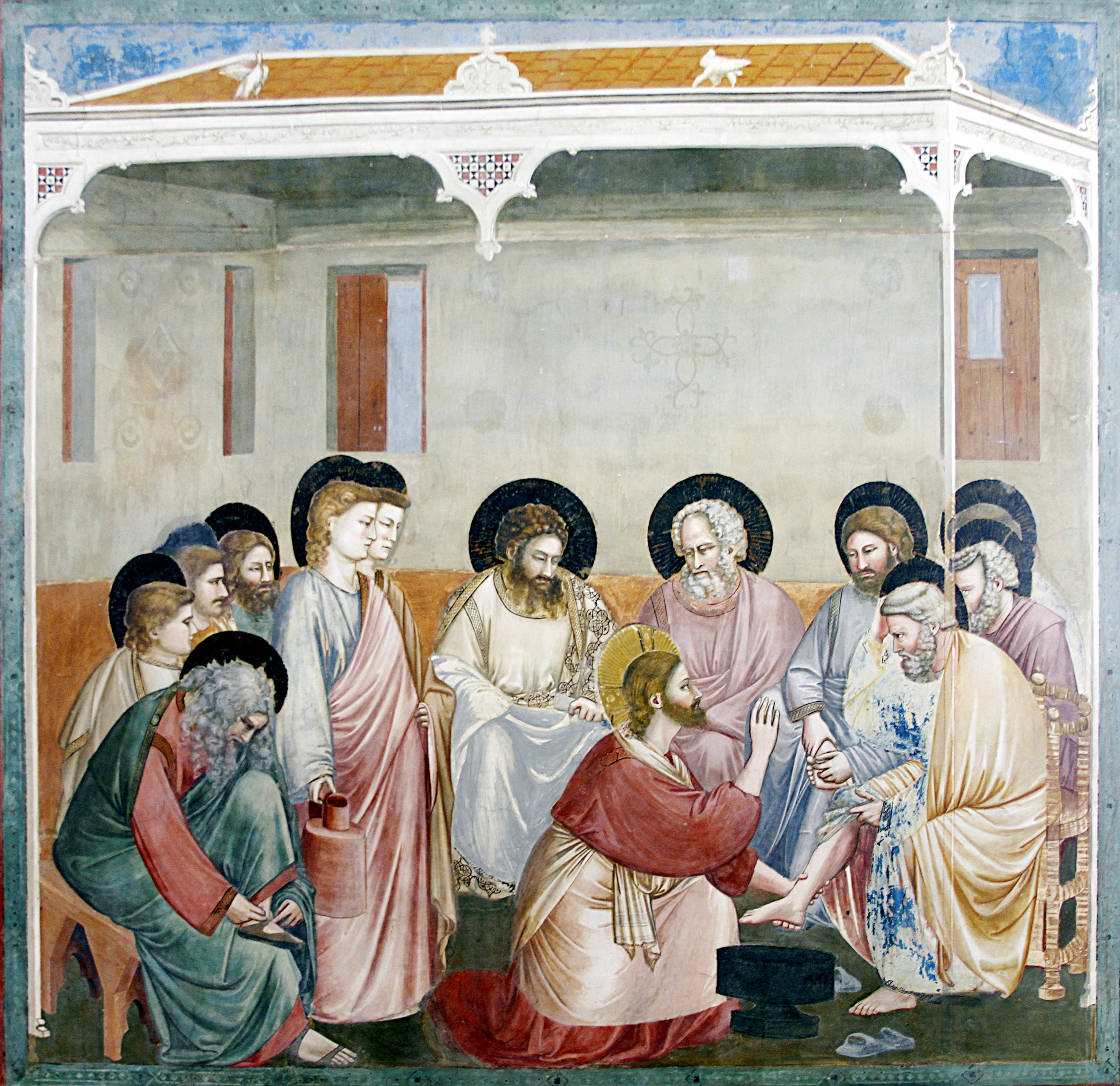
Der italienische Maler Giotto di Bondone schuf im 14. Jahrhundert einen Zyklus mit den wichtigsten Stationen der Passion Christi (hier: Die Fußwaschung).

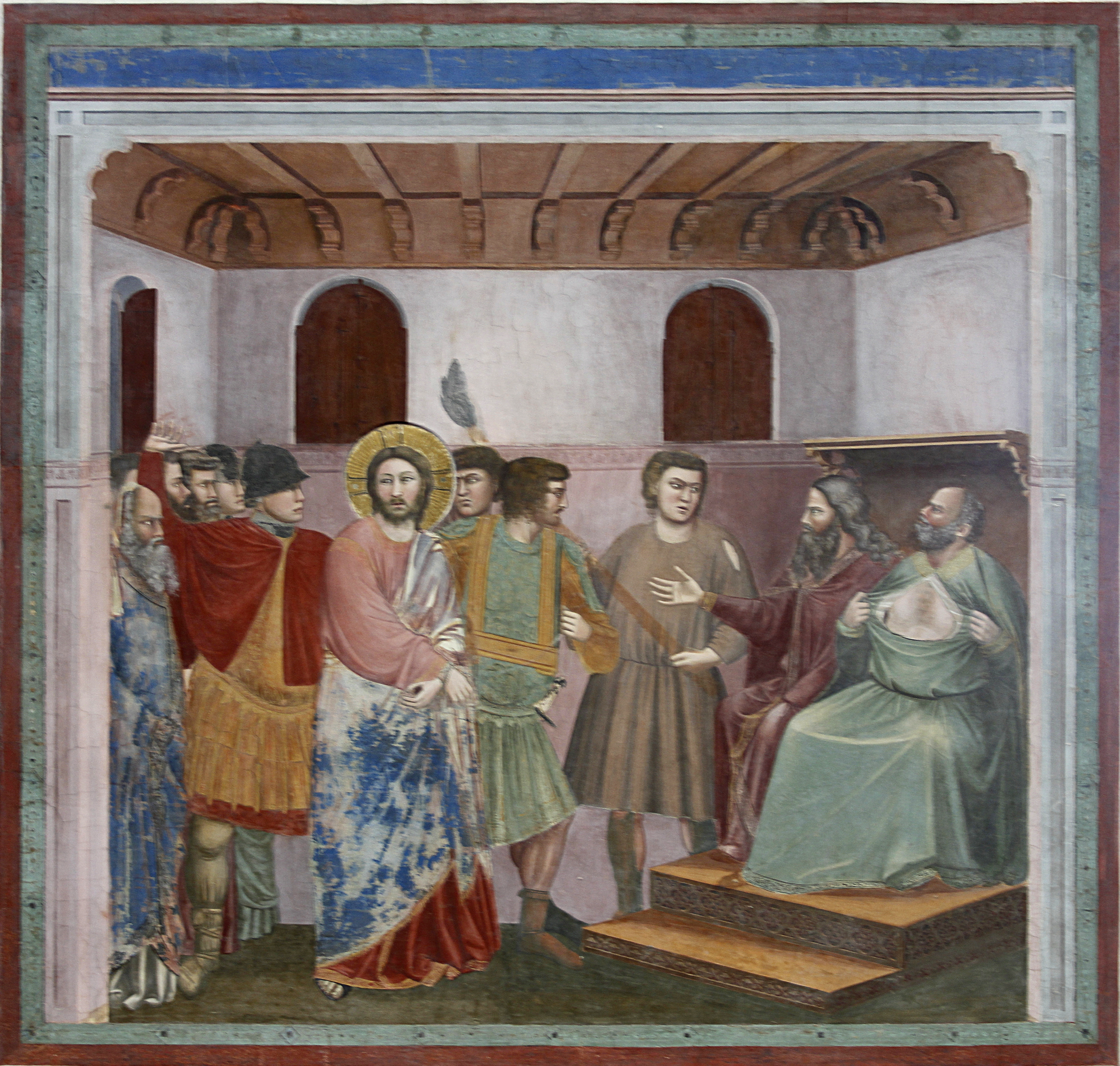
Giotto: Christus vor dem Hohepriester Kajaphas

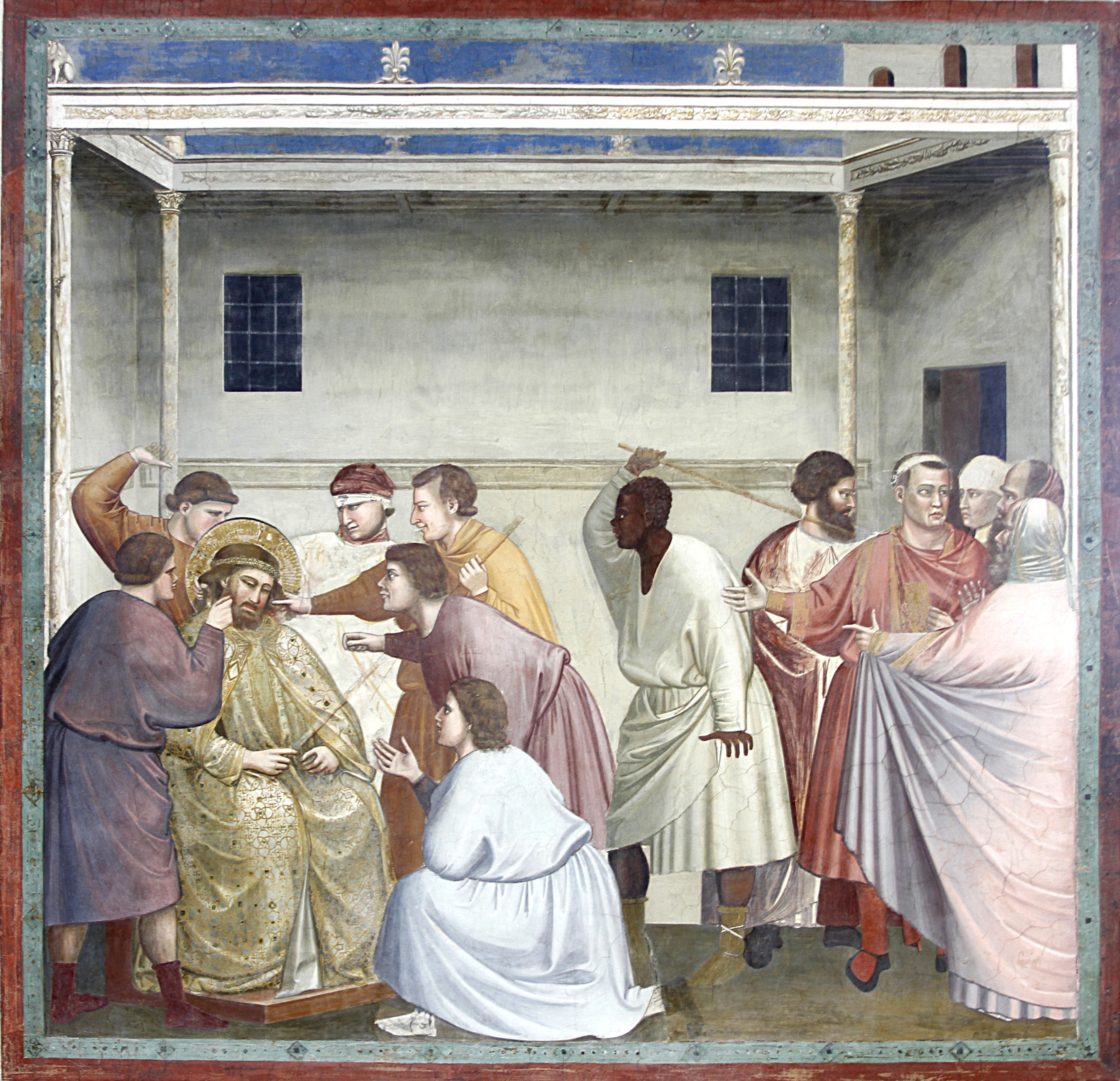
Giotto: Dornenkrönung und Verspottung Jesu

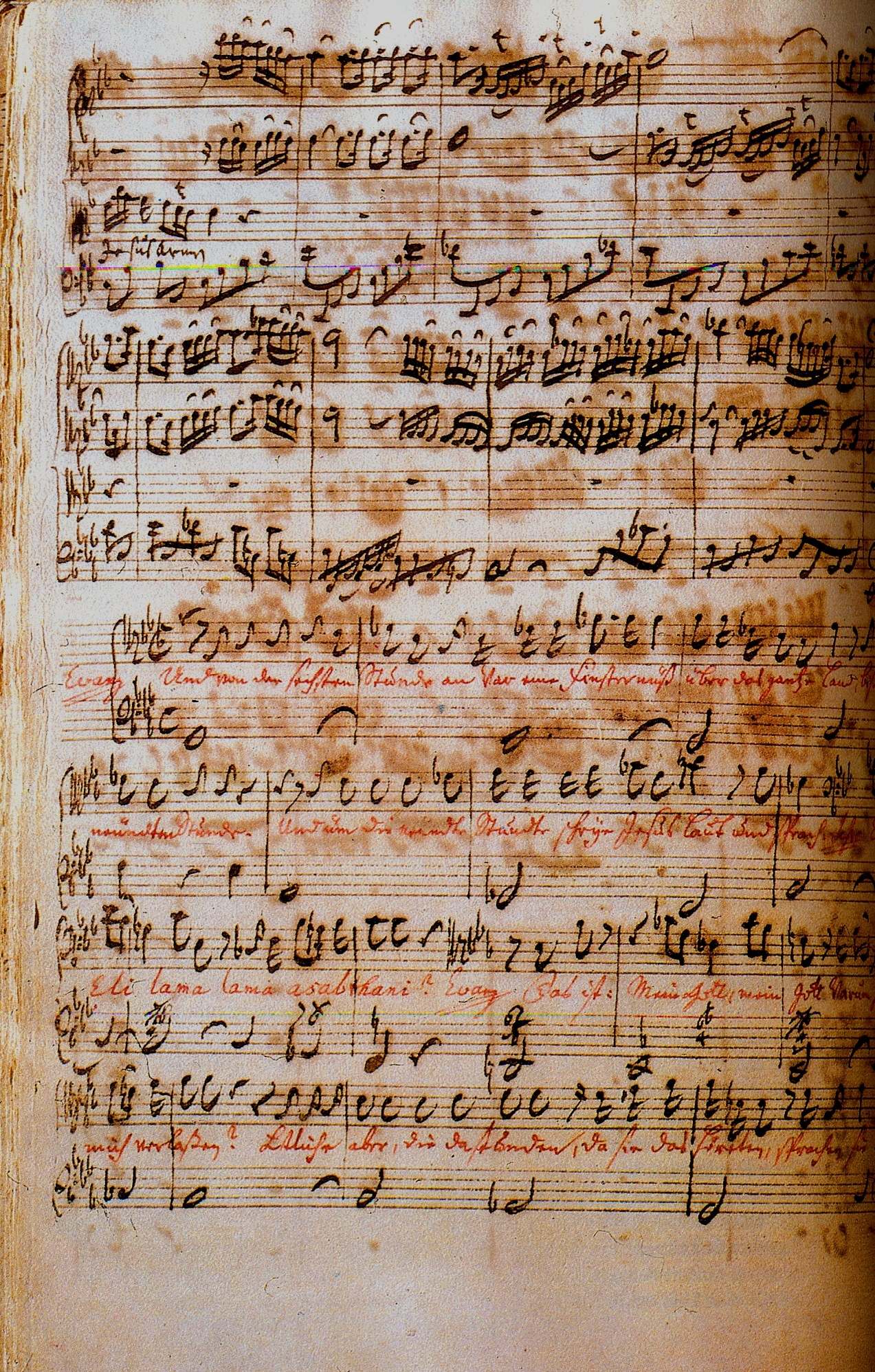
Manuskript zur Matthäuspassion von Johann Sebastian Bach. Der Text des Passionsevangeliums ist mit roter Tinte den Noten unterlegt.

### Bildende Kunst

#### Abfolge
In der Bildenden Kunst werden zum einen einzelne Ereignisse und Szenen aus der Passion Christi dargestellt, zum andern gibt es breiter angelegte Passionszyklen, die – mehr oder weniger vollständig – die Hauptszenen der Passionsüberlieferung chronologisch nachzeichnen. Die nachfolgende Darstellung orientiert sich dabei weitgehend an den einzelnen Szenen, wie sie in den vier Evangelien des Neuen Testaments literarisch niedergelegt sind, wie sie in der Karzeit durch Lesungen aus dem Neuen Testament vergegenwärtigt werden und damit auch bei Kreuzwegstationen nacheinander auftauchen:
- Einzug in Jerusalem
- Die Fußwaschung
- Das letzte Abendmahl
- Christus am Ölberg (Getsemani)
- Der Judaskuss
- Gefangennahme Jesu
- Christus vor Kajaphas
- Verleugnung Petri
- Judas erhängt sich
- Christus vor Pontius Pilatus
  - Schaustellung des Herrn (Ecce homo, „Siehe, der Mensch“)
  - Verspottung Jesu
- Kreuzweg
  - Geißelung Jesu (siehe auch: Die Geißelung Christi von Piero della Francesca)
  - Dornenkrönung
  - Kreuztragung Christi
- Kreuzigung Christi
  - Annaglung Jesu und das Brechen der Beine (Crurifragium)
  - Aufrichtung des Kreuzes (Hypsosis)
- Verteilung der Kleider durch die Häscher
- Jesus am Kreuze (Sieben letzte Worte, Kreuzigungsgruppe)
  - Jesu Verzweiflung („Mein Gott, mein Gott, warum hast Du mich verlassen?“)
  - Jesu Verzeihung („Vater, vergib ihnen, denn sie wissen nicht, was sie tun.“)
  - Jesus und die Schächer (der reuige Schächer Dismas – „Heute noch wirst du mit mir im Paradies sein.“)
  - Jesu Hingabe am Kreuz („Vater, in Deine Hände lege ich meinen Geist.“)
  - Jesus und seine Mutter und der Jünger („Frau, siehe, dein Sohn!“ und: „Siehe, deine Mutter!“)
  - Tränkung mit Essig (posca, „Mich dürstet!“)
  - Hinscheiden Jesu („Es ist vollbracht!“)
  - Öffnung der Seite
  - „Und der Vorhang zerriss/Und es erhoben sich die Leiber der Toten“
- Schmerzensmann (Darstellung der Leiden und Wunden an der Figur)
  - Mater Dolorosa (Darstellungen der Trauernden Mutter)
- Kreuzabnahme
  - Beweinung Christi
  - Die Schmerzensmutter (Mater Dolorosa), Pietà
- Totenruhe Jesu (Karfreitag)
  - Grablegung Jesu
  - Die Wächter am Grab

Strenggenommen endet die eigentliche Passion Jesu mit seiner Totenruhe. So handhaben dies fast alle Passionen der Kirchenmusik. Allerdings werden in der darstellenden Kunst, vor allem in Passionszyklen und Kunstreihen, die letzten Stationen aus Jesu Leben um die österlichen Szenen der Auferstehung verlängert:
- Auferstehung
  - Höllenfahrt Christi
  - Noli me tangere
  - Die Frauen am Grab

#### Wichtige Beispiele (Auswahl)
Als Beispiel für einen umfangreicheren Passionszyklus kann die Große Passion von Albrecht Dürer gelten. Es ist ein Druckwerk, das 1511 gedruckt wurde. Es handelt sich dabei um ein Buch, das die Passionsgeschichte Christi anhand von lateinischem Text und zwölf Holzschnitten erzählt.

### Musik
Die Passion Christi spiegelt sich in zahlreichen Gattungen der Musikgeschichte und der Kirchenmusik wider. Zu nennen sind unter anderem:

#### Passionen
In der Musik wird die Passionsgeschichte vor allem in Passionen repräsentiert. Diese bilden eine eigene kirchenmusikalische Gattung. In der barocken Musik finden sich neben den drei Passionen von Heinrich Schütz (Passionen nach Matthäus, Lukas und Johannes) vor allem die Matthäus-Passion und die Johannes-Passion von Johann Sebastian Bach als bedeutende Erzählungen der Passion Christi. Bach verwendet biblische Texte, barocke Dichtung sowie Liedtexte und verbindet sie zu einer ausführlichen Beschreibung der Leidensgeschichte Jesu. Die Empfindung der Gläubigen tritt durch musikalische Mittel hinzu.

#### Passionskantaten
Nicht nur große Passionen, sondern auch kleinere Kantaten mit Bezug zur Passion kennt die Musikgeschichte. Ein Beispiel dafür ist: Membra Jesu nostri (lateinisch, übersetzt: „Die allerheiligsten Gliedmaßen unseres leidenden Jesus“), ein Zyklus von sieben Passions-Kantaten des dänisch-deutschen Barockkomponisten Dieterich Buxtehude (BuxWV 75).

#### Stabat Mater
Auch Vertonungen des Stabat mater gehören zum engeren Themenkreis der Passion. Zugrunde liegt dabei ein lateinisches Passionsgedicht, in dem die Situation unterm Kreuz reflektiert wird. Oft gespielt wird die Vertonung des italienischen Komponisten Giovanni Battista Pergolesi, das eine spezielle Passionsstimmung in der Tonsprache barocker Musik transportiert.

#### Die sieben letzten Worte am Kreuz
Als Kurzform einer Passion wurden die sieben letzten Worte Jesu am Kreuz vielfach vertont; hier wurde vor allem das entsprechende Werk von Joseph Haydn unter dem Titel Die sieben letzten Worte unseres Erlösers am Kreuze bekannt.

#### Moderne Formen
Aus dem Bereich der Pop-Musik sind die Musicals Jesus Christ Superstar sowie Godspell von Stephen Schwartz zu erwähnen. Ferner gibt es von Peter Gabriel ein Album namens Passion, das lose mit der Passionsgeschichte verknüpft ist, weil die Musik als Soundtrack zu Martin Scorseses Film The Last Temptation of Christ (s. u.) entstand.

### Film
Über 150 Mal war die Figur Jesus von Nazareth Protagonist eines Films, wobei der Schwerpunkt der Filme auf der Passion Christi liegt. 1895, zum ersten Mal in der Filmgeschichte, drehten die Brüder Lumiere einen 221 Meter langen Film über das Leben Jesu in 13 Szenen, angefangen von der Ankunft der Heiligen Drei Könige bis zur Auferstehung.

#### Spielfilme (Auswahl)
Die folgenden Filme befassen sich in unterschiedlicher Weise mit der Passion Christi:
- Passion von Allan Dwan, 1954
- Ben Hur von William Wyler, 1959
- Das erste Evangelium – Matthäus von Pier Paolo Pasolini, 1963
- Die größte Geschichte aller Zeiten von George Stevens, 1965
- Passion von Jean-Luc Godard, 1982
- Die letzte Versuchung Christi (The Last Temptation of Christ) von Martin Scorsese, 1988
- Jesus von Montreal von Denys Arcand, 1989
- Die 120 Tage von Bottrop von Christoph Schlingensief, 1997
- Die Passion Christi (The Passion of the Christ) von Mel Gibson, 2004

#### Fernsehproduktionen
Franco Zeffirelli drehte 1977 den Vierteiler Jesus von Nazareth für das britische Fernsehen, dessen beide letzten Folgen die Passion Christi behandeln.

## Weitere Wirkungsgeschichte

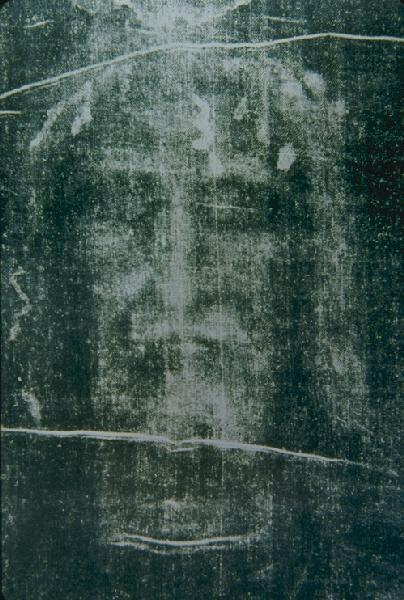
Das Turiner Grabtuch gilt bis heute als eine wichtige und geheimnisvolle Reliquie im Umfeld der Passion Jesu, deren Echtheit und Bedeutung seit langer Zeit diskutiert wird

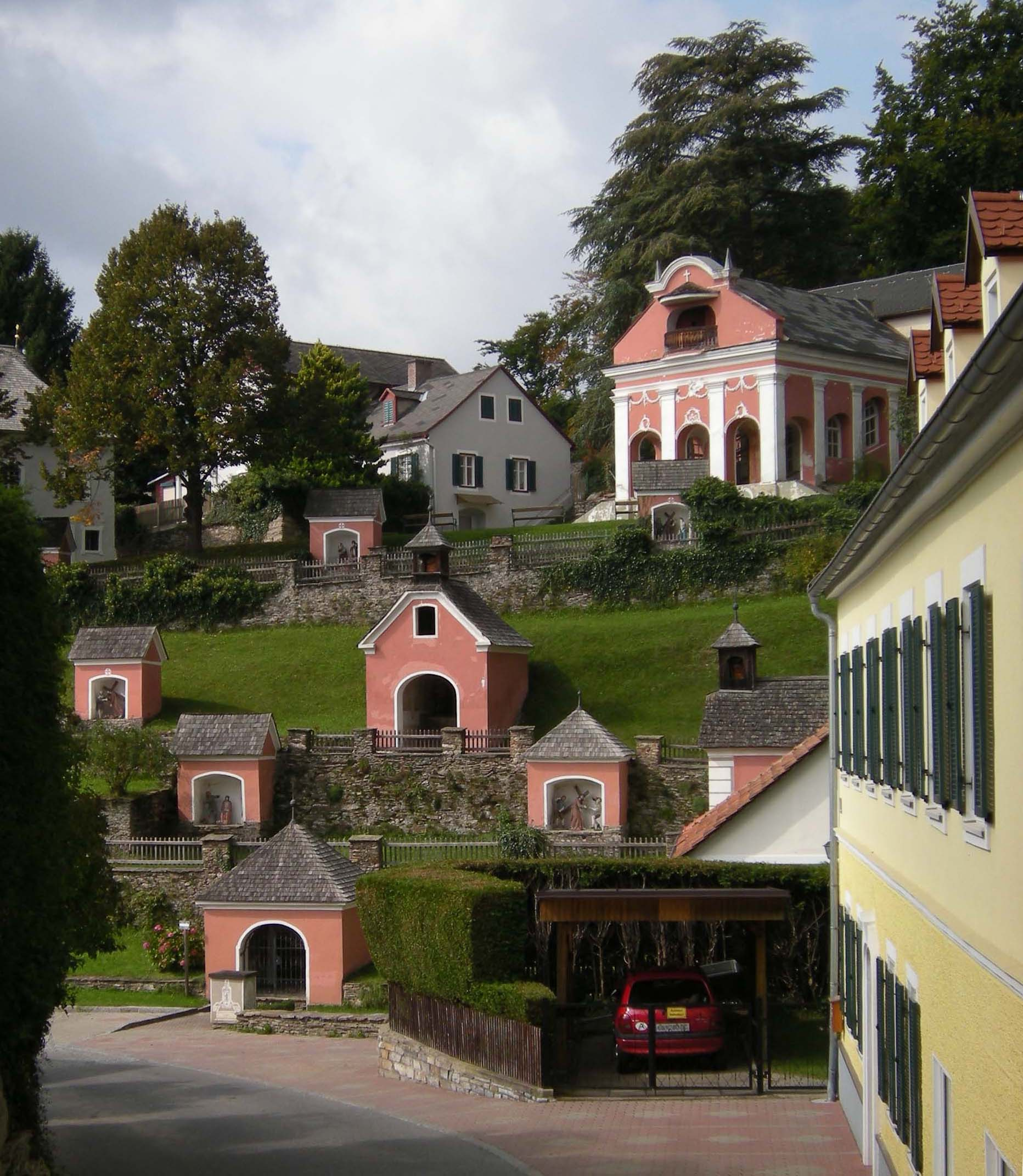
Ein Kalvarienberg mit Stationshäuschen: eine Passionskirche mit Kreuzwegstationen als Form religiösen Passionsgedenkens

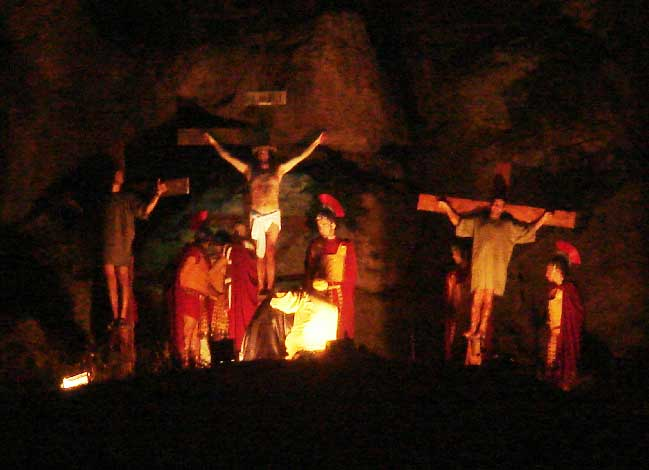
Christus am Kreuz – Sommerveranstaltung der Passion in Ginosa (Italien)

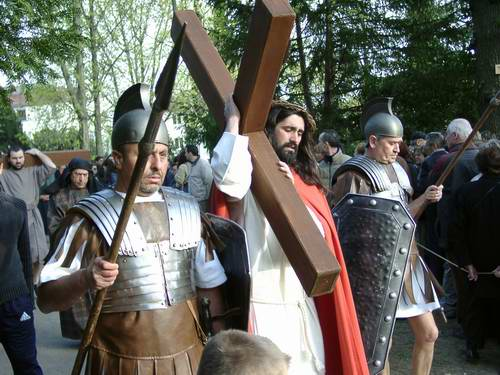
Passionsprozession in Stuttgart-Bad Cannstatt

Neben dem Passionsgedenken in den Formen der Liturgie, Kunst und Musik bildeten sich weitere, zum Teil auch volkstümliche Formen der Vergegenwärtigung des Passionsgeschehens heraus, die jedoch zwischen den Konfessionen zum Teil kontrovers diskutiert und bewertet werden:

### Passionswerkzeuge und Passionsreliquien
Mit Passionswerkzeugen (auch: Leidenswerkzeuge, lateinisch: Arma Christi – ‚Waffen Christi‘) werden Objekte bezeichnet, die in Beziehung zum Leiden und Sterben Jesu Christi stehen. Seit dem späten Mittelalter wird auch die Darstellung der Leidenswerkzeuge in der christlichen Ikonographie üblich. Ab dem ausgehenden 14. Jahrhundert sind sie vermehrt Gegenstand der Andachtsliteratur und der Frömmigkeit. Dargestellt werden unter anderem:
- das Kreuz mit dem Titulus crucis, meist INRI
- die Dornenkrone Christi
- die Geißelsäule
- der mit Essig oder Galle getränkte Schwamm an einem Rohr
- das Schweißtuch der Veronika

Diese Objekte hängen eng mit den Passionsreliquien und Christusreliquien zusammen, die an verschiedenen Stellen gesammelt wurden.
Die Reformatoren entwickelten den hermeneutischen Grundsatz sola scriptura, also die strenge Konzentration auf das biblisch Überlieferte. Dies brachte zugleich die Ablehnung alles legendarischen und außerbiblischen Überlieferungsgutes mit sich. Im Zuge dieser reformatorischen Neubewertung werden alle Formen der Reliquienverehrung als „unbiblisch“, ja sogar als Götzendienst gewertet und im darauf folgenden Protestantismus zurückgedrängt, was insbesondere die Passionsfrömmigkeit beeinflusst.
Mit gleicher Skepsis werden im Protestantismus die außerbiblischen Passionsüberlieferungen, Nebenszenen und Nebenfiguren der Passion betrachtet, z. B.:
- Dismas und Gestas, die beiden Schächer am Kreuz,
- Longinus der Hauptmann,
- Stephaton der Schwammträger oder
- Veronika mit dem Schweißtuch,

während diese Überlieferungen in der katholischen Frömmigkeit bis in die Gegenwart hinein ungebrochen weiterleben.

### Passionskirchen
In der Geschichte des Christentums wurden Gotteshäuser erbaut, die in besonderer Weise an die Passion Christi erinnern. Passionskirchen sind Sakralgebäude mit dem Patrozinium der Passion Christi. Ein anderer Begriff sind auch Leiden-Christi-Kirchen. Als Pendant dazu gelten unter anderem Auferstehungskirchen. Die Kreuzigungskirchen, die sich vor allem in Italien finden, gelten als eine wichtige Untergruppe der Passionskirchen.

### Passionsspiele
Als Passionsspiel werden geistliche Dramen um die Passion, das Leiden und Sterben Jesu von Nazaret bezeichnet. Karfreitagsspiele und Passionsspiele waren im Mittelalter und in der frühen Neuzeit in ganz Europa verbreitet. Bekannte Passionsspiele sind u. a. die Waaler Passionsspiele in Waal (die ältesten in Bayerisch-Schwaben), die Oberammergauer Passionsspiele und die Erler Passionsspiele in Erl.

### Passionsgedichte und Passionslieder
Das Mittelalter bildete eine eigenständige Passionsspiritualität aus. Dazu gehören unter anderem auch Passionsgedichte. Wichtiges Beispiel ist Van den wapen Kristi, ein niederdeutsches Passionsgedicht des 15. Jahrhunderts zum Zweck der Passionsmeditation.
Ein späteres Beispiel ist das Gedicht und geistliche Lied von Paul Gerhardt O Haupt voll Blut und Wunden. Ihm liegt das mittelalterliche lateinische Gedicht Salve caput cruentatum von Arnulf von Löwen aus dem 13. Jahrhundert zugrunde.
Weitere traditionelle Passionslieder:
- Herzliebster Jesu, was hast du verbrochen
- O Lamm Gottes, unschuldig
- O Mensch, bewein dein Sünde groß

Neuere Passionslieder sind:
- Bleibet hier und wachet mit mir
- Seht hin, er ist allein im Garten

### Weitere Formen des Passionsgedenkens
Zu den weiteren Formen des Passionsgedenkens und der Passionsspiritualität gehören:
- Kreuzprozessionen
- Schriften, die die Passionsüberlieferung ergänzen, etwa die „Geheimen Leiden“ Christi.